# Sands of time
「Sands of time」（サンズ オブ タイム）は、BACK-ONの5枚目のシングル。2008年5月21日にcutting edgeから発売された。

## 概要
BACK-ON初の表題曲がトリプルタイアップシングルである。
- テレビ東京系ドラマ『ケータイ捜査官7』エンディングテーマ曲
- バンダイ「DX フォンブレイバー7」TV-CMタイアップ
- SoftBank「フォンブレイバー 815T PB」商品PVタイアップ

iTunes Storeにて、表題曲のPVが配信されている。

## 収録曲
作詞:TEEDA & KENJI03・作曲:BACK-ON・JINプロデュースである。
1. Sands of time [3:15]
2011年現在、BACK-ONのシングル表題曲の中では、3分15秒と2番目に短い。歌詞の内容は、別れた相手のことを想う内容だが、曲調はアップテンポである。
2. message for kidz [3:25]
「リトルワールド」 TV-CMタイアップ。
3. fifty/50 [2:48]
KENJI03の声が加工されている。

## 収録アルバム
1. Sands of time
  - 『YES!!!』
  - 『AWESOME BEST』
2. message for kidz
  - アルバム未収録。
3. fifty/50
  - アルバム未収録。